# 록키 호러 픽쳐 쇼
《록키 호러 픽쳐 쇼》(영어: The Rocky Horror Picture Show)는 1975년 개봉한 독립 뮤지컬 SF 코미디 공포 영화이다. 짐 샤먼이 연출하였으며, 리처드 오브라이언의 뮤지컬 《로키 호러 쇼》가 원작이다. 영화 각본 역시 오브라이언이 맡았다. 영화 내에 1930년대와 1970년대 초기 사이에 나온 SF 및 공포 B급 영화들을 패러디한 장면이 많이 사용되었다. 팀 커리, 리처드 오브라이언, 리틀 넬, 퍼트리샤 퀸, 미트 로프, 조너선 애덤스 등 원작 뮤지컬 공연 출연자 일부가 그대로 기용된 한편 수전 서랜던, 배리 보스트윅 등이 새로 뽑혔다.
개봉년도인 1975년 당시에는 극심히 부정적인 반응을 받았으나 다음해인 1976년 뉴욕 맨해튼 그리니치빌리지 웨이벌리 극장 심야 상영에서 큰 인기를 끌어 재관람을 반복하는 열혈 팬덤이 형성되었다. 그에 따라 최초 개봉일로부터 49년이 지난 2025년 현재에도 제한 상영 형태로 극장에 걸리고 있으며, 영화 역사상 손꼽히는 장기 극장 상영 기록을 갖고 있다. 역대 최고 뮤지컬 영화 중 하나이자 컬트 영화 대표격으로 거론된다. 2005년 미국 의회도서관에 의해 문화적으로, 역사적으로, 미적으로 중요함을 인정받아 미국 국립영화등기부에 선정, 등재되었다.

## 줄거리
육체에서 분리된 거대한 입술이 둥둥 떠다니며 SF 동시 상영을 보러 온 관객들을 환영한다("Science Fiction/Double Feature").
시대가 명확하지 않은 어느 미래의 한 범죄학자가 중간중간 나와 영화 내 사건을 설명한다.
1974년 11월, 막 약혼한 브래드와 재닛은 이를 기념하기 위해 두 사람이 처음 만난 계기인 고등학교 과학 수업을 가르친 교사 에버렛 스콧 박사 집으로 향한다("Dammit Janet"). 그러나 도중 자동차 타이어에 구멍이 나고, 전화기를 빌려쓰기 위해 인근 성을 방문한다("Over at the Frankenstein Place"). 파티를 벌이고 있던 집사 리프 래프, 하녀 머젠타, 그루피 컬럼비아가 이들을 환영하고, 모두 함께 "The Time Warp"에 맞춰 춤을 춘다. 복장도착자인 매드 사이언티스트 프랭크 앤 퍼터 박사는 하룻밤 머물라고 한다("Sweet Transvestite").
프랭크는 리프 래프 도움을 받아 수조에서 잘생긴 근육질 금발 남성 로키를 소생시킨다("The Sword of Damocles"). 프랭크는 로키를 일주일 안에 이상형 남성으로 탈바꿈시키겠다고 선언한다("I Can Make You a Man"). 이어 머리에 붕대를 감고 모터사이클을 탄 에디가 냉각 상태에서 깨어나자("Hot Patootie – Bless My Soul") 프랭크는 얼음 도끼로 에디를 죽이고 이를 안락사로 포장한다. 로키와 프랭크는 신혼부부용 스위트룸으로 이동한다("I Can Make You a Man (Reprise)").
브래드와 재닛은 각자 일인실로 안내되고 프랭크가 이 둘을 번갈아 방문해 유혹한다. 그 사이 리프 래프와 머젠타가 로키를 고문하고, 로키는 방에서 도망친다. 재닛은 브래드가 프랭크와 놀아났다는 걸 알게 된 직후 수조에 숨은 로키를 발견한다. 재닛은 상처를 치료해주며 로키를 유혹하고, 이를 머젠타와 컬럼비아가 침실 감시 장치를 통해 지켜본다("Touch-a, Touch-a, Touch-a, Touch Me").
UFO 정부 조사관이 된 에버렛 스콧 박사는 외계인이 뇌 일부를 제거했다고 암시한 구절을 편지에 적은 조카 에디를 찾아 성에 온다. 재닛은 로키가 함께 있는 모습을 들키고 프랭크가 분노한다. 머젠타가 모두를 불러모아 불편한 저녁 식사 자리가 시작되고, 이들은 곧 자신들이 에디 시체로 만들어진 요리를 먹고 있었다는 걸 알게 된다("Eddie"). 대혼란 속에서 재닛은 로키 품에 안기고, 질투한 프랭크가 실험실까지 쫓아와 메두사 변환기를 써서 스콧, 브래드, 재닛, 로키, 컬럼비아를 나체 석상으로 둔갑시킨다("Planet Schmanet Janet/Wise Up Janet Weiss"/"Planet Hotdog"). 프랭크는 이들 조각상에 카바레 의상을 입힌 뒤 카바레 쇼 무대 위에 올려놓고 몸을 원상복귀 시킨다. 이들이 공연하는 도중 무대 위에 RKO 픽처스 방송탑 모형이 등장하고, 모두가 수영장으로 이동했다가 다시 무대로 돌아와 공연을 끝마친다("Rose Tint My World"/"Don't Dream It, Be It"/"Wild and Untamed Thing").
리프 래프와 머젠타는 더 이상 프랭크를 참아주지 못하겠다면서 반란을 일으키고, 트랜실베이니아 은하계에 존재하는 성전환자들의 고향별로 돌아가겠다고 선언한다. 프랭크가 그러지 말라고 애원하지만("I'm Going Home") 무시 당하고, 리프 래프는 컬럼비아와 프랭크를 레이저로 쏴죽인다. 분노한 로키가 프랭크 시체를 안고 탑 모형을 오르다가 역시 레이저에 맞아 추락사한다.
성은 이륙해 우주로 사라지고, 브래드, 재닛, 스콧은 흙먼지 속에 남겨진다. 범죄학자는 인류가 행성 표면을 기어다니는 벌레와 다름 없다고 결론 내린다("Super Heroes").

## 출연진
- 팀 커리 - 프랭크 앤 퍼터 박사, 복장도착자 역
- 수전 서랜던 - 재닛 와이스 역
- 배리 보스트윅 - 브래드 메이저스 역
- 리처드 오브라이언 - 리프 래프, 집사 역
- 퍼트리샤 퀸 - 머젠타, 하녀 역
- 리틀 넬 - 컬럼비아, 그루피 역
- 조너선 애덤스 - 에버렛 스콧 박사 역
- 미트 로프 - 에디 역
- 찰스 그레이 - 범죄학자 역
- 힐러리 래보 - 베티 햅섀트, 막 결혼한 재닛과 브래드의 친구 역
- 크리스토퍼 비긴스, 게이 브라운, 이샤크 버흐시, 휴 세실, 린지 잉그럼, 앤서니 밀너, 토니 덩, 헨리 울프 - 하객 / 성 손님 역

## 제작

### 의상
의상 디자인을 맡은 수 블레인은 펑크 패션 유행에 영향을 받았다고 밝혔다.

### 분장
원작 뮤지컬에서는 출연자들이 직접 본인 분장을 했지만, 영화화되면서 믹 재거와 데이비드 보위의 분장사로 일하며 "Aladdin Sane" 표지 화장을 창조했던 피에어 라로시(Pierre La Roche)가 전담하여 새로 디자인하였다.

## 기타 제작진
- 협력 제작: 존 골드스톤

## 사운드트랙
The Rocky Horror Picture Show (1975)
Side one
| #  | 제목                             | 공연자                                        | 재생 시간 |
| -- | -------------------------------- | --------------------------------------------- | --------- |
| 1. | "Science Fiction/Double Feature" | 리처드 오브라이언                             | 4:30      |
| 2. | "Dammit Janet"                   | 배리 보스트윅, 수전 서랜던                    | 2:51      |
| 3. | "Over at the Frankenstein Place" | 배리 보스트윅, 수전 서랜던, 리처드 오브라이언 | 2:37      |
| 4. | "Time Warp"                      | 리처드 오브라이언, 퍼트리샤 퀸, 리틀 넬       | 3:15      |
| 5. | "Sweet Transvestite"             | 팀 커리                                       | 3:21      |
| 6. | "I Can Make You a Man"           | 팀 커리                                       | 2:07      |
| 7. | "Hot Patootie – Bless My Soul"   | 미트 로프                                     | 3:00      |
| 8. | "I Can Make You a Man (Reprise)" | 팀 커리                                       | 1:44      |

Side two
| #  | 제목                                                                                          | 공연자                                                                                      | 재생 시간 |
| -- | --------------------------------------------------------------------------------------------- | ------------------------------------------------------------------------------------------- | --------- |
| 1. | "Touch-a, Touch-a, Touch-a, Touch Me"                                                         | 수전 서랜던, 리틀 넬, 퍼트리샤 퀸, 팀 커리, 배리 보스트윅, 리처드 오브라이언, 브라이언 엥걸 | 2:27      |
| 2. | "Eddie"                                                                                       | 조너선 애덤스, 리틀 넬, 수전 서랜던, 팀 커리                                                | 2:44      |
| 3. | "Rose Tint My World": a. "Floor Show" b. "Fanfare/Don't Dream It" c. "Wild and Untamed Thing" | 리틀 넬, 브라이언 엥걸, 배리 보스트윅, 수전 서랜던, 팀 커리, 조너선 애덤스                  | 8:13      |
| 4. | "I'm Going Home"                                                                              | 팀 커리                                                                                     | 2:48      |
| 5. | "Super Heroes"                                                                                | 배리 보스트윅, 수전 서랜던, 찰스 그레이                                                     | 2:45      |
| 6. | "Science Fiction/Double Feature (Reprise)"                                                    | 리처드 오브라이언                                                                           | 1:26      |

리처드 오브라이언이 전곡을 작사·작곡하였다.